# ラムセス10世

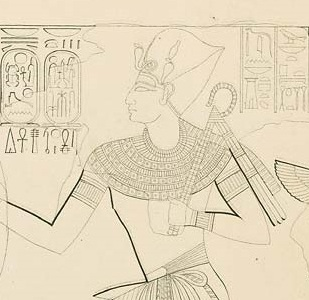
ラムセス10世

ラムセス10世（Ramesses X、在位：紀元前1108年? - 紀元前1098年?）は、古代エジプト第20王朝の第9代ファラオ。即位名は"ラーの正義を守る者"を意味するケペルマアトラー。即位前の誕生名はアメンヘルケプシェフと言った。

## 概要
先代の王ラムセス9世との関係は不明。ラムセス9世までの王たちはいずれも、残された史料からラムセス3世の息子や孫である事が判明しているが、ラムセス10世については血縁関係を示す史料が未発見のため、系図上の位置が特定されていない。ラムセス9世と10世、次代の11世が親子関係にあれば、「王の娘」「王の妻」「王の母」の称号を持つ同王朝の王妃ティティがラムセス10世の妻である可能性もあるが、大ハリスパピルス等の史料からティティはむしろラムセス3世の妻である可能性が高いとされる。
その治世についても僅かな事しか分かっていない。最も新しいのは治世3年目の日付で、王家の谷で王墓建設に従事する労働者の日誌に記されている。その内容によれば、砂漠に住むリビア人の襲撃が頻発しており、職人たちはペレトの月（冬）の6日から24日までの間、ストライキも兼ねて断続的に墓の工事を中断した。この記録は同じ頃、砂漠からデルタ地域の西部に流入する民が増加していた事を反映している。ヌビアのアニバに碑文が残されていることから、ヌビアは依然としてエジプトの支配下にあり、何らかの事業が続いていた事も分かっている。この碑文は新王国時代の王が同地に残した最後の事跡となっている。ラムセス10世の治世が何年続いたのかについても確定していない。4年程度だったとする説を支持する研究者が多い一方で、テーベで見つかった治世8年目の日付をラムセス10世に帰属させ、9年程の治世だったとの立場を取る説もある。王家の谷にある王の墓KV18は未完成で、ミイラも発見されていない。